# Barrios bajos (película)
Barrios bajos es una película española dirigida por Pedro Puche (1887-1959). Fue estrenada en Barcelona en 1937 en plena Guerra Civil. Fue realizada por un equipo del anarquista Sindicato de la Industria del Espectáculo Films (SIE Films), ya que la producción cinematográfica en Barcelona se encontraba colectivizada y en manos de la CNT-FAI. Se trata de un melodrama del que se ha señalado que posee algunos elementos formales que prefiguraban el cine neorrealista.

## Argumento
La trama plantea un triángulo amoroso, formado por Ricardo, un abogado que ha asesinado al amante de su mujer y ha tenido que buscar un escondite para huir de la policía; Rosa, una cándida y atractiva mujer que ha tenido que dejar la casa del marqués donde trabajaba como sirvienta para huir del acoso sexual del dueño de la casa; y el El Valencia, un estibador del puerto que esconde a Ricardo en pago de una antigua deuda contraída con el abogado cuando este le defendió en el pasado, y que defiende a Rosa de un malvado proxeneta, Floreal. El Valencia es el héroe de la historia, personificando el bien, que se enfrenta al mal, el antagonista personificando por Floreal. El Valencia acabará sacrificándose por amor.
Tras asesinar al amante de su esposa, un abogado, Ricardo (Rafael Navarro), se esconde en Casa Paco, la posada donde vive de El Valencia (José Telmo), un estibador que vive en el Barrio Chino de Barcelona (los "barrios bajos") y al que el abogado ayudó en el pasado cuando tuvo problemas con la justicia. El Valencia, personaje noble y combativo, además de esconderle, idea un plan para que Ricardo pueda huir. En la misma casa vive acogida una atractiva joven, Rosa (Rosita de Cabo). Está sin trabajo (trabajaba como sirvienta en la casa de un marqués, de la que tuvo que huir cuando intentó violarla) y El Valencia le busca uno en la taberna de la posada en la que vive, para que no caiga en las redes de Floreal (José Baviera), un proxeneta dedicado a la trata de blancas. Este, ayudado por una alcahueta (Matilde Artero), trata de reclutarla para que trabaje en un burdel, sin éxito ante la intervención de El Valencia. Frustrado, Floreal desafía a El Valencia pero cuando Ricardo trata de ayudarle (un cómplice de Floreal iba a matarlo por la espalda), el abogado resulta herido. Rosa le cuida, y ambos caen perdidamente enamorados, ignorantes del amor que El Valencia siente por Rosa. Finalmente, El Valencia muere en una reyerta con Floreal, a manos de su cómplice, protegiendo el amor de Rosa y Ricardo. En sus brazos, el moribundo estibador les da su bendición y les pide que se amen limpiamente.
A pesar de ser una producción de SIE Films, no es cine social. Se trata de un «drama pasional muy melodramatizado que, según algunos autores, avanza los planteamientos del futuro neorrealismo». Ambientado en el Barrio Chino de Barcelona, muestra una clara influencia del realismo poético francés de la época.

## Producción y exhibición
Fue rodada en los estudios Orphea de Barcelona y producida por el Sindicato de la Industria del Espectáculo (SIE Films), sindicato confederal que había colectivizado las salas de exhibición y la mayor parte de los estudios cinematográficos de Barcelona. Fue el primer largometraje y una de las producciones más ambiciosas de la productora anarquista. El guion se basó en la obra de teatro homónima, Barris baixos (1935), de Luis Elias, previamente estrenada con cierto éxito por la compañía de Vila-Daví en el Teatro Español de Barcelona en enero de 1936, y representada nuevamente durante el verano de 1936, ya comenzada la guerra (sin embargo, Elías mostró públicamente su distanciamiento de la adaptación, para la que no se le había pedido su colaboración). La adaptación introduce nuevos personajes secundarios, como el de la alcahueta, y cambia radicalmente el papel interpretado por Rosa. Mientras que en la obra teatral, está dispuesta a ejercer la prostitución como medio de subsistencia, sin ningún cuestionamiento moral, en la adaptación cinematográfica, Rosa es una joven ingenua que solo se salva de las acechanzas del pérfido Floreal gracias a la intervención de El Valencia.
Comenzó a rodarse en enero de 1937, en interiores reconstruidos en estudio y en varios exteriores de la ciudad, por donde desfilan edificios emblemáticos del Paseo de Gracia, la Rambla de Cataluña, el moll de la Fusta, la Casa de l'Ardiaca y el puerto.
La banda sonora tiene como elemento central un tango, Barrios Bajos, que «describe un mundo barriobajero al que sólo puede redimir el amor».
La película fue proyectada por primera vez en cine Avenida de Barcelona el 22 de mayo de 1937 en sesión privada para la prensa y los artistas y personal técnico que habían intervenido en la filmación. Tres días después fue estrenada en Barcelona, en los cines Coliseum, Fémina y Francisco Ferrer. La película se estrenó en Madrid el 19 de julio de 1937 y se proyectó durante 20 semanas, un periodo de tiempo comparable a las películas estadounidenses más taquilleras durante la guerra.
Fue el mayor éxito comercial del cine anarquista realizado durante la contienda, siendo exhibido en ciento cincuenta y nueve salas de cine de la España Republicana. Es posible que su éxito se debiera al carácter de folletín del argumento, que permitía a los espectadores evadirse de los trágicos acontecimientos de la vida cotidiana durante la guerra. A pesar de ello, Puche «recibió presiones de la CNT-FAI, que no les gustó la película», ya que su trama carecía de orientación anarquista: «El autor que quiera recoger el alma popular, tiene que subir -en lugar de bajar, como él pretende- hasta la altura en que hoy viven entre sí las multitudes proletarias, con toda la fuerza de sus problemas, tan lejos, afortunadamente, de esos folletines del siglo pasado, que se nos dan». Las críticas recibidas fueron también negativas, a pesar de lo cual se considera la mejor película de Pedro Puche.

## Estilo
La película comienza con una serie de planos exteriores urbanos que tratan de ilustrar las diferencias sociales de la ciudad: frente a los edificios lujosos y las viviendas burguesas, las calles estrechas e insalubres de las clases populares, en una suerte de realismo documental. A pesar de ello, el resto de la película trascurre casi en su totalidad en decorados, que traslucen una puesta en escena teatral con gran cantidad de planos fijos. Únicamente una breve secuencia sale de los decorados para mostrar el trabajo de los estibadores en el puerto de Barcelona. Son estas escenas exteriores las que han relacionado a Barrios bajos con «el realismo francés coetáneo» de autores como Jacques Feyder, Marcel Carné o Julien Duvivier.
Pero la película tiene también un plano inicial de clara inspiración expresionista: el marido, huyendo del escenario del crimen se encuentra ahogado por la situación, mostrado mediante un primer plano amplio del asesino, claramente abatido, en el que se afloja la corbata, con una sobreexposición de las calles de la ciudad girando oblicuamente en torno suyo: la ciudad le rodea opresivamente.

## Observaciones
La película incluye algunas escenas eróticas, que fueron consideradas como muy atrevidas en el momento de su realización.